# Henrietta Frances Spencer

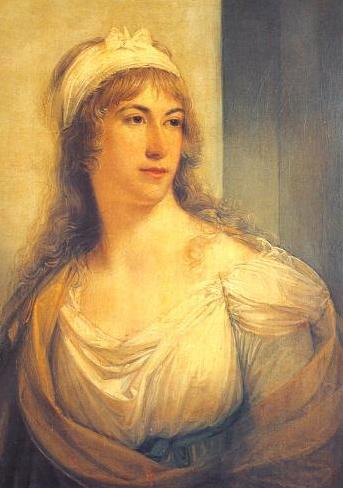
George Romney: Henrietta Frances Spencer, spätere Countess of Bessborough, Öl auf Leinwand, um 1800

Lady Henrietta Frances Spencer (* 16. Juni 1761 in Wimbledon; † 11. November 1821 in Florenz) war eine britische Adlige und die Mätresse des Fürsten von Wales und späteren König Georg IV.

## Leben
Henrietta Frances Spencer war die zweite Tochter von fünf Kindern des Politikers John Spencer, 1. Earl Spencer (1734–1783) und seiner Ehefrau Margaret Georgiana Poyntz (1737–1814), und war somit die Ur-Urenkelin von John Churchill, 1. Duke of Marlborough, dem Sieger in der Schlacht von Höchstädt im Spanischen Erbfolgekrieg.
Ihre Kindheit drehte sich um perfektes Benehmen und die gesellschaftliche Repräsentation. Sie wurde zusammen mit ihren Geschwistern ausschließlich zu Hause von Gouvernanten und Tutoren mit Hilfe der großväterlichen Bibliothek unterrichtet. Mit ihrer älteren Schwester, Georgiana, gehörte Lady Henrietta Frances nicht nur zu den am meisten bewunderten Schönheiten, sondern galt auch als Trendsetterin ihrer Zeit.
Am 27. November 1780 heiratete Lady Henrietta Frances in der St. James Church in London den irischen Aristokraten Frederick Ponsonby, 3. Earl of Bessborough (1758–1844), einzigen Sohn von William Ponsonby, 2. Earl of Bessborough und Lady Caroline Cavendish. Aus der Ehe, die allen Berichten zufolge turbulent aber auch harmonisch verlief, gingen vier Kinder hervor:
- Hon. John William (1781–1847), spätere 4. Earl of Bessborough ⚭ 1805 Lady Maria Fane (1787–1834)
- Hon. Sir Frederick Cavendish (1783–1837), Major-General ⚭ 1825 Lady Emily Charlotte Bathurst († 1877)
- Lady Caroline (1785–1828) ⚭ 1805 William Lamb, 2. Viscount Melbourne (1779–1848)
- Hon. William Francis Spencer (1787–1855) ⚭ 1814 Lady Barbara Ashley-Cooper († 1844)

Daneben war Lady Henrietta Frances sehr am politischen Leben interessiert und engagierte sich im Wahlkampf für die Whigs. In ihrem Londoner Stadthaus fanden sich die wichtigsten politischen Persönlichkeiten zu Gesprächen zusammen, darunter Charles James Fox, Richard Brinsley Sheridan, Lord Byron oder Charles Grey, 2. Earl Grey. Auch mit dem damaligen Prince of Wales, dem späteren König Georg IV. und William Pitt der Jüngere, war sie eng vertraut. Zusammen mit William Pitt setzte sie sich für die Katholikenemanzipation in Irland ein, die aber der König nicht guthieß – darauf trat Pitt 1802 als Premierminister zurück. Zu ihren weiteren Freunden zählten die Prinzessin Caroline von Braunschweig und die französische Königin Marie-Antoinette.
Aus einer langjährigen Liebesbeziehung mit dem Aristokraten und Politiker Granville Leveson-Gower, 1. Earl Granville (1773–1846), hatte Henrietta Frances eine illegitime Tochter, Lady Harriet Emma Arundel Stewart († 1852). Später heiratete Granville Leveson-Gower ihre Nichte Lady Harriet Elizabeth Cavendish (1785–1862), eine Tochter von William Cavendish, 5. Duke of Devonshire.
Neben ihrem gesellschaftlichen und politischen Engagement verfasste Lady Henrietta Frances mehrere Gedichte. Während einer Italienreise verstarb Henrietta Frances Ponsonby, Countess of Bessborough in Florenz und wurde auf Cavendish Vault in Derby bestattet.